# Porter Dale
Porter Hinman Dale, né le 1er mars 1867 à Island Pond au Vermont et mort le 6 octobre 1933 à Westmore dans le même État, est un homme politique États-Unis, est un membre de la chambre des représentants et du Sénat.

## Biographie

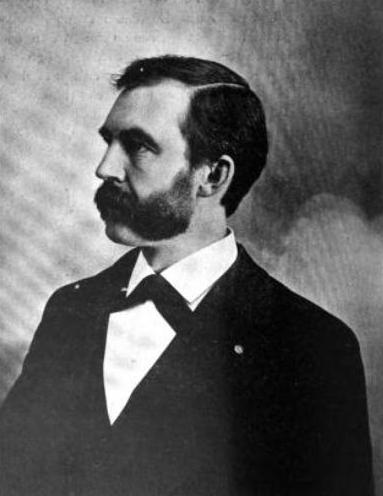
Porter H. Dale comme candidat au Congrès en 1898

Fils de George N. Dale, il fait ses études au Eastman Business College puis à Philadelphie et Boston où il étudie l'élocution et l'art oratoire.
Il enseigne ensuite au Green Mountain Seminary (en) à Waterbury (Vermont) et au Bates College à Lewiston (Maine) puis étudie avec son père le droit. Il est admis au barreau en 1896 et exerce à Island Pond (Vermont).
Chef adjoint des douanes à Island Pond (1897-1910), il démissionne et est nommé juge à la Cour municipale de Island Pond (Vermont).
Républicain, en 1900, il échoue à l'élection pour le siège du deuxième district du Vermont à la Chambre des États-Unis mais est élu au Sénat du Vermont. En 1914, il est élu au Congrès du Vermont. Il sert alors comme Président de la commission sur les dépenses au Trésor lors des 66e et 67e congrès.
Le 11 août 1923, il démissionne du Congrès du Vermont pour devenir candidat au Sénat des États-Unis. Il y est élu le 6 novembre 1923 et sera réélu en 1926 et 1932.
Décédé en 1933, il est inhumé dans le cimetière d'Island Pond.